# Eulophinusia murarriensis
Eulophinusia murarriensis är en stekelart som först beskrevs av Girault 1922.  Eulophinusia murarriensis ingår i släktet Eulophinusia och familjen finglanssteklar. Inga underarter finns listade i Catalogue of Life.